# Aeroporto di Weeze
L'aeroporto di Weeze, detto anche Düsseldorf-Weeze o Aeroporto Niederrhein, è un aeroporto situato a 3.7 km (2.3 mi) a sud-ovest del comune di Weeze, nella Renania Settentrionale-Vestfalia, regione della Germania dell'ovest. Si trova a 7 km (4.3 mi) a nord-ovest di Kevelaer, a circa 33 km (21 mi) a sud-est di Nimega Paesi Bassi, e 48 km (30 mi) a nord-ovest di Duisburg.

## Posizione geografica
L'aeroporto dista circa 75 km da Düsseldorf ed a 5 Km da Weeze ed è situato al confine tra la Germania ed i Paesi Bassi.

## Storia
Nel 1954 fu fondato come aeroporto militare dagli inglesi con il nome di Weeze/Laarbruch. In questo aeroporto stazionavano aerei come il Tornado, il Buccaneer e l'Harrier. Gli inglesi erano ben visti dagli abitanti del posto. In seguito nel 1993 venne fondato il Flughafen Niederrhein GmbH la compagnia che avrebbe gestito l'aeroporto dopo la caduta del muro di Berlino.
Nel 1999, il 30 novembre, dopo 45 anni, la RAF abbandona l'aeroporto.

Nel 2003 a maggio il nuovo aeroporto, con il nome di Airport Niederrhein, inizia il suo regolare servizio. La Ryanair volava 3 volte al giorno per Londra.

Infine nel 2008 l'aeroporto registrò il suo primo milione di passeggeri in un anno.

## Strategia
Su di un'area di 620 ha attorno al nuovo aeroporto di Weeze è stata creata un'area di affari focalizzata sulla logistica, l'aviazione e il tempo libero. La precedente base militare della Royal Air Force Base ospitava 500 residenti ed edifici funzionali. Un'area che oggi è totalmente asfaltata per lasciar spazio alla pista d'atterraggio. Nei pressi dell'aeroporto sono presenti cinque diverse aree di potenziale sviluppo, ognuna delle quali afferente ad un diverso settore.

## Dati tecnici
L'aeroporto è parte integrante dellAirport City Weeze. È specializzato nel segmento low-cost e voli charter. È il principale partner della compagnia aerea irlandese Ryanair. La compagnia collega l'aeroporto con 50 destinazioni europee di affari e svago. Il traffico passeggeri nell'anno 2009 si è attestato attorno ai 2.4 milioni ed è salito a più di 2.7 milioni nel 2010.

## Collegamenti con Düsseldorf
L'aeroporto di Weeze è collegato con Düsseldorf via treno (dalla stazione del vicino comune di Weeze) e via autobus (9 al giorno) direttamente dal piazzale antistante.

## Galleria d'immagini

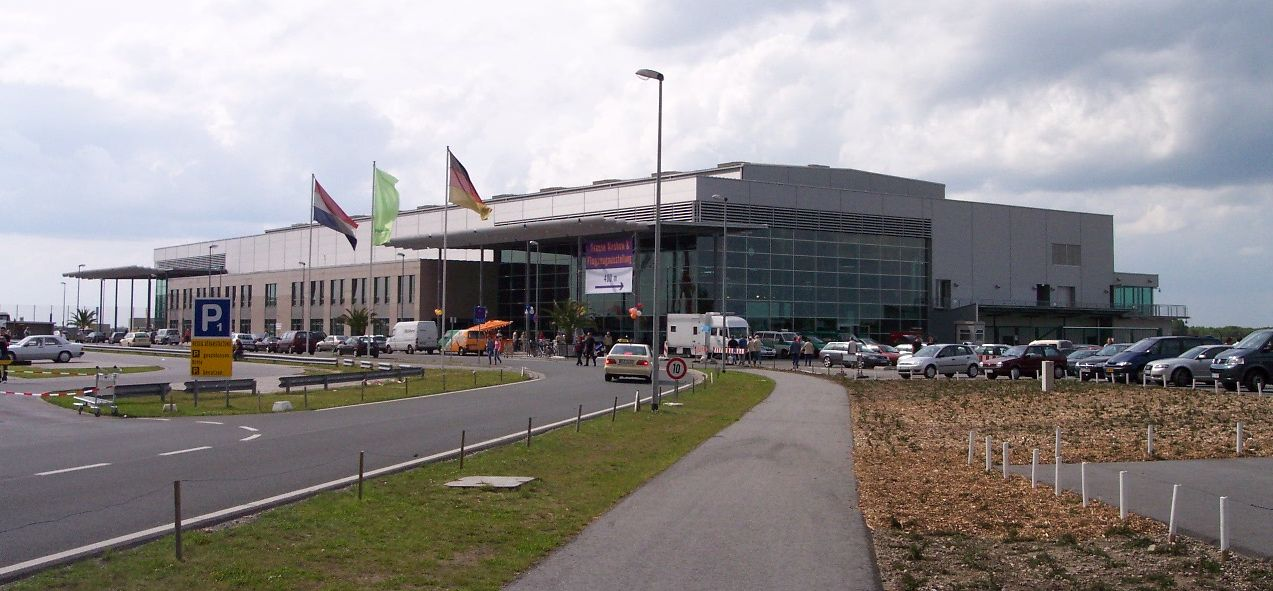
Terminal dell'aeroporto
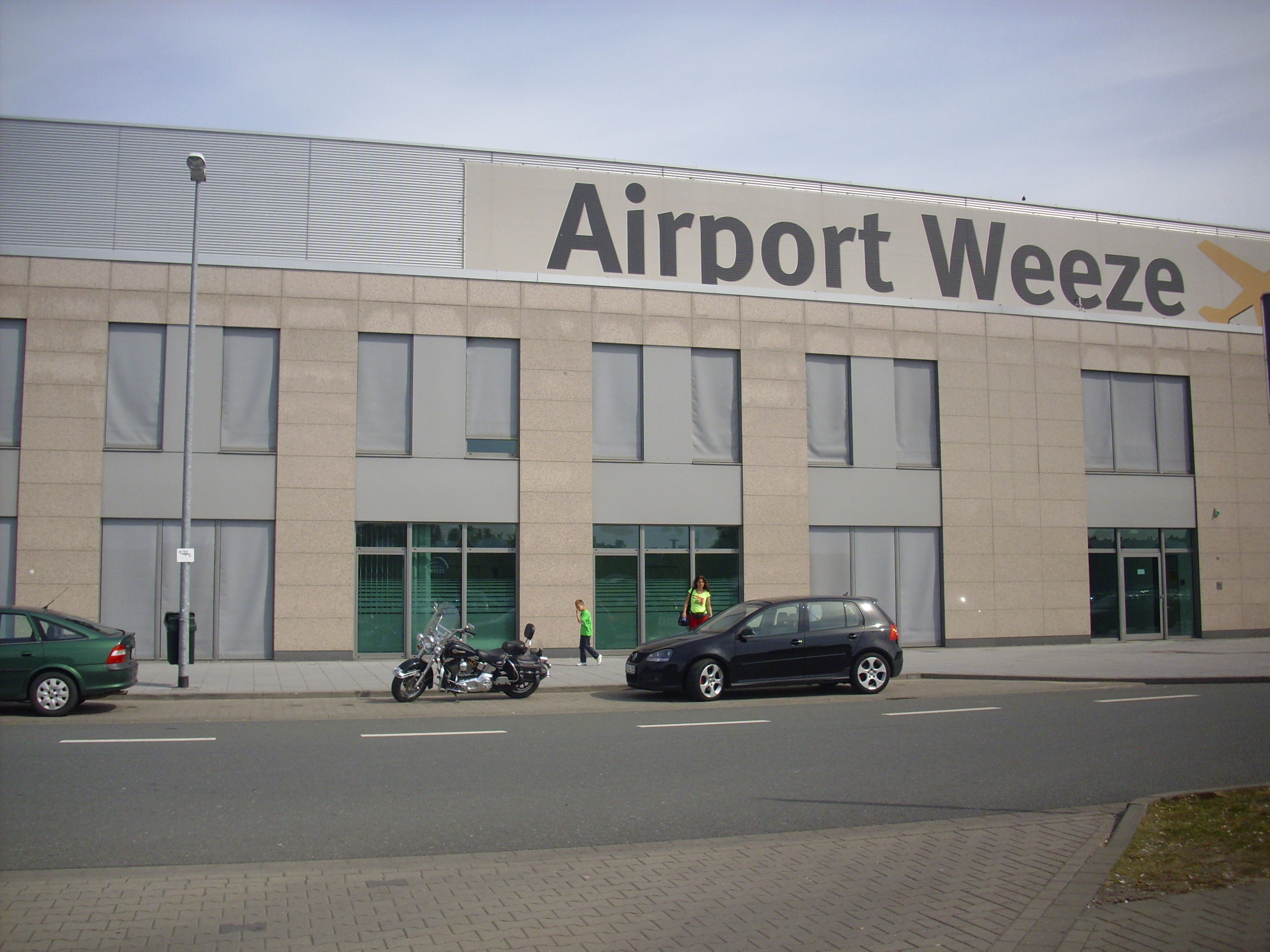
Facciata principale
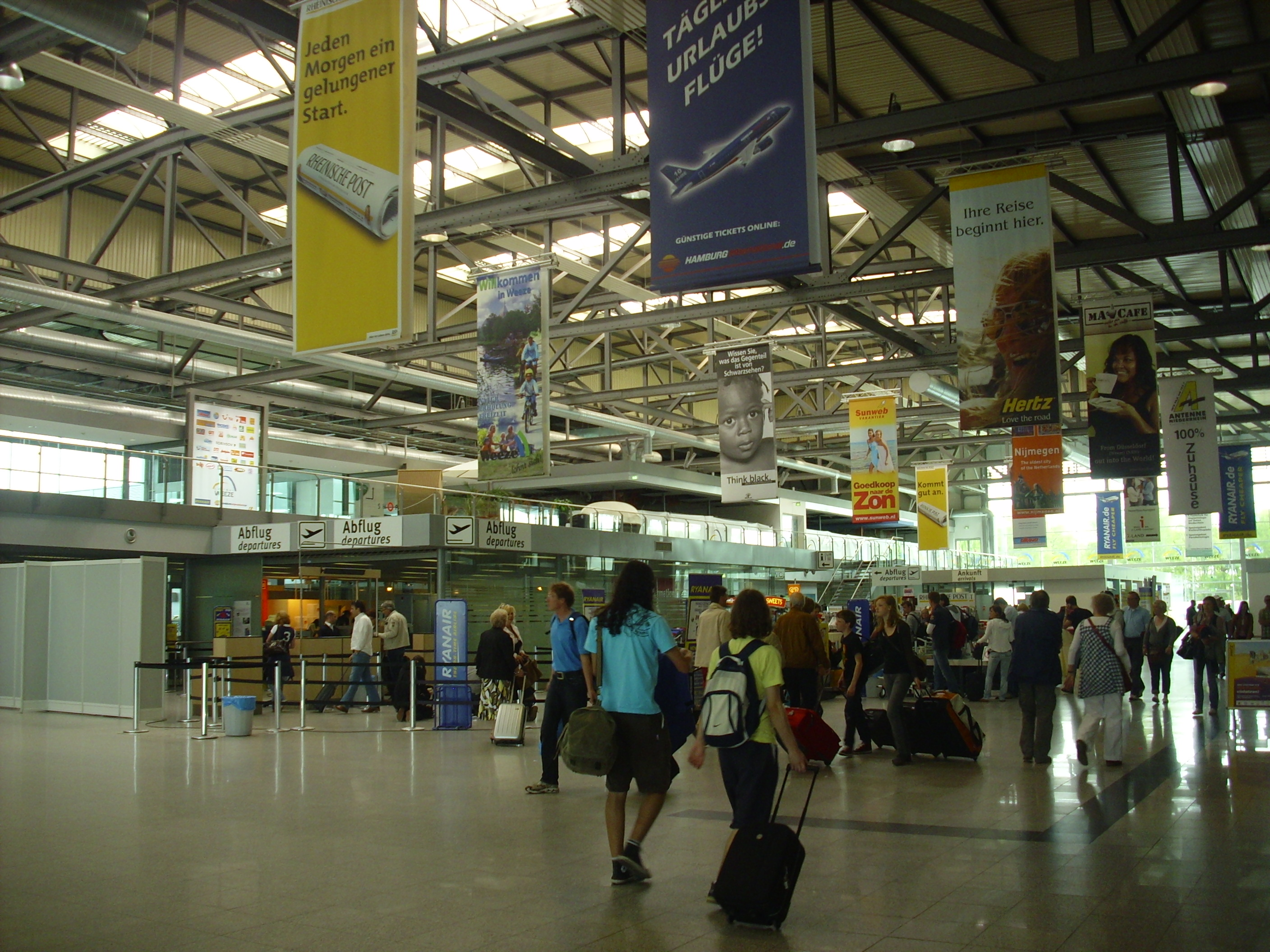
Interno dell'aeroporto